# باكيرو
باكيرو (بالبرتغالية: Bakero) هو لاعب كرة قدم برتغالي، ولد في 2 أبريل 1978 في فيلجويراس في البرتغال. لعب مع F.C. Felgueiras ‏.